# Basílica de Ordona
La basílica de Ordona fue construida en Ordona (Italia) durante el gobierno del emperador Augusto, al final del siglo I de nuestra era. Se cree que es la descrita por Vitruvio en el volumen III de su obra De Architectura, a la que llama Basílica de Fanum. Se encuentra prácticamente destruida.
La basílica está situada junto al foro y mide 42,65 x 28,43 m, similar a las proporciones (3 x 2) que Vitruvio indica, y consta del mismo número de columnas: 32; tiene en su parte posterior un Aedes Augusti, recinto destinado al culto imperial, aunque difiere del descrito por Vitruvio.
Tal como Vitruvio describió la basílica de Fanum, que asegura haber construido en la colonia Julia Fanestris, diferente del modelo teórico, lo que indica una adaptación a las características del terreno.

## Etimología de Fanum
Fanum significa en latín «lugar sagrado», o lo que es lo mismo, «santuario de la divinidad». De esta palabra latina viene fanaticus, que viene a significar servidor del santuario, es decir, aquel que tiene un completo afán de sacralizar todos los aspectos de la vida cotidiana que le rodean. Con posterioridad, fanaticus adquirió un sentido más peyorativo, que aún hoy puede encontrarse. Por otra parte, todo lo que cae fuera del recinto sagrado (fanum) se denominaba pro-fanus, y de ahí la palabra profano (aquello que no es sagrado).